# Eilema pseudofasciata
Eilema pseudofasciata är en fjärilsart som beskrevs av De Toulgoët 1956. Eilema pseudofasciata ingår i släktet Eilema och familjen björnspinnare. Inga underarter finns listade i Catalogue of Life.